# Mustang Wanted
Mustang Wanted (en français « Mustang recherché ») est le pseudonyme de Pavlo (Pavel) Gennadiyovich Ushivets (en ukrainien : Павло Геннадійович Ушивець), un grimpeur urbain qui pratique le « rooftopping » (toiturophilie en français). Né en Roumanie le 21 janvier 1987, il rejoint l'Ukraine avec ses parents à la fin de 2009.

## Résumé
Entre le 19 et 20 août 2014, Mustang est monté au sommet du gratte-ciel de la berge Kotelnitcheskaïa à Moscou, un des sept gratte-ciel staliniens surnommés les « Sept Sœurs »,.
Il a peint la partie supérieure de la flèche en forme d’étoile de l’immeuble en bleu, ce qui, avec la couleur initiale jaune, correspondait aux couleurs du drapeau de l’Ukraine. Il a aussi attaché sur la flèche le drapeau lui-même. L’action a été dédiée au jour de l’indépendance de l’Ukraine, le 24 août.
Le grimpeur adressait aux autorités russes une proposition de se rendre à la police en échange de libération d’une prisonnière ukrainienne, la pilote Nadia Savchenko, capturée par des soldats pro-russes en Ukraine, transférée de force et actuellement retenue en prison en Russie.
Outre cette performance, Mustang a escaladé plusieurs autres gratte-ciel du monde comme à Vienne (Église votive), Dubaï (Princess Tower), Bratislava (Pont du soulèvement national slovaque), Budapest (Basilique Saint-Étienne de Pest) ainsi que la Tour Eiffel en octobre 2015, où il est arrêté par la police parisienne avant d'être relâché peu après.
Il a plus de 700 escalades de bâtiments à son actif, et a immortalisé en vidéos certaines des plus impressionnantes.
Mustang, qui se présente sous le prénom Grigory, habite à Kiev en Ukraine.

## Filmographie
- « Netzwerk » (traduction de l’allemand en français de « Ça tombe comme de la pluie », vidéo musicale du groupe autrichien Klangkarussell)